# Limfadenectomia inguinofemoral
Una limfadenectomia inguinofemoral és un tractament quirúrgic per eliminar una metàstasis de ganglis limfàtics de l'engonal i del fèmur (inguinofemorals) que impliquen almenys tres ganglis limfàtics. Com que els càncers ginecològics es metastatitzen als ganglis limfàtics de l'engonal i del fèmur, aquesta és l'àrea que més preocupa pel tractament inicial. La malignitat es difon des dels ganglis limfàtics cap a la vulva, el clítoris i les glàndules de Bartholin, per això l'eliminació dels ganglis limfàtics té una prioritat superior a la retirada immediata d'un tumor petit i localitzat. Poden sorgir complicacions, com la curació tardana de les ferides, el desenvolupament de limfocels, sagnats, formació de coàguls sanguinis, i disminució de la sensació a l'interior de la cuixa, probablement causada per una lesió de la branca genital del nervi genitofemoral.